# 김지수 (1986년)
김지수(金旨洙, 1986년 8월 23일 ~ )는 전 KBO 리그 키움 히어로즈의 내야수이다. 그의 형은 뮤지컬 배우 김효수이다.

## 선수 시절

### 넥센 히어로즈시절
2009년 ~ 2010년 시즌 후반 경기에 주로 대타, 대수비, 대주자로 투입됐고 선발로는 단 한 경기에 출장했다.

### 경찰 야구단시절
2010년 시즌 후 입대해 군 복무를 마쳤다.

### 넥센 히어로즈복귀
복귀 후 2013년 시즌 중 김민우, 신현철의 음주 운전으로 인해 기회를 잡기 시작했다. 서건창의 부상과 그 자리를 대신해 서동욱과 같이 내야를 번갈아 가며 수비하던 유재신마저 도루 과정에서 손가락 부상을 당하자 1군에 등록됐다. 7월 3일 NC전에서 대주자로 투입됐다. 7월 5일 LG전에서는 지명타자 이성열이 포수로 들어가며 지명타자가 사라져 투수가 타순에 포함됐고, 한현희의 대타로 나와 만루 상황에서 파울 홈런을 치는 등 상대 투수 봉중근과 끈질긴 싸움을 했고, 팀의 3중 도루 작전에 큰 공헌을 했다. 그 해 37경기에 출전했다. 시즌 후 포스트 시즌 명단에 합류해 데뷔 후 첫 포스트 시즌에 출전했다.
2013년 준플레이오프 2차전에서 끝내기 안타를 쳐 내며 경기의 MVP로 선정됐다. 경기 후 그는 포스트시즌 엔트리에 들어가는 게 목표였다고 밝혔다.
2014년 시즌 28경기에 출전해 1할대 타율, 4안타, 3타점을 기록했다.
2015년 시즌은 역대 가장 많은 경기에 출전한 시즌이었다. 선발과 백업으로 번갈아 출전하며 104경기에 출전해 2할대 타율, 31안타, 13타점을 기록했다. 2016년 7월 28일 두산전에서 데뷔 첫 홈런을 기록했다.
2017년 9월 16일 NC전에서 1군 엔트리에 등록됐던 3명의 포수가 다 교체된 후 연장전을 치르며 데뷔 첫 포수 마스크를 썼다.2018년 ~ 2019년 시즌에는 주로 백업으로 활동했고, 2019년 시즌 후 은퇴했다.

## 야구선수 은퇴 후
2020년부터 키움 히어로즈의 수비코치로 활동했다.

## 출신 학교
- 서울서일초등학교 (서초리틀)
- 서울 경원중학교
- 중앙고등학교
- 동국대학교

## 통산 기록
| 연도 | 팀명     | 타율  | 경기 | 타수 | 득점 | 안타 | 2루타 | 3루타 | 홈런 | 루타 | 타점 | 도루 | 도실 | 볼넷 | 사구 | 삼진 | 병살 | 실책 |
| ---- | -------- | ----- | ---- | ---- | ---- | ---- | ----- | ----- | ---- | ---- | ---- | ---- | ---- | ---- | ---- | ---- | ---- | ---- |
| 2009 | 히어로즈 | 0.000 | 15   | 3    | 2    | 0    | 0     | 0     | 0    | 0    | 0    | 0    | 0    | 0    | 0    | 1    | 2    | 0    |
| 2010 | 넥센     | 0.000 | 8    | 5    | 1    | 0    | 0     | 0     | 0    | 0    | 0    | 0    | 0    | 1    | 0    | 0    | 2    | 0    |
| 2013 | 넥센     | 0.271 | 37   | 48   | 9    | 13   | 2     | 0     | 0    | 15   | 3    | 1    | 0    | 7    | 0    | 9    | 1    | 0    |
| 2014 | 넥센     | 0.174 | 28   | 23   | 2    | 4    | 0     | 0     | 0    | 4    | 3    | 1    | 0    | 4    | 0    | 2    | 1    | 1    |
| 2015 | 넥센     | 0.235 | 104  | 132  | 23   | 31   | 7     | 0     | 0    | 38   | 13   | 2    | 1    | 9    | 2    | 27   | 2    | 2    |
| 2016 | 넥센     | 0.286 | 81   | 91   | 16   | 26   | 5     | 0     | 3    | 40   | 9    | 2    | 2    | 10   | 0    | 16   | 3    | 0    |
| 2017 | 넥센     | 0.171 | 64   | 35   | 7    | 6    | 0     | 0     | 1    | 9    | 5    | 0    | 1    | 2    | 0    | 8    | 0    | 0    |
| 2018 | 넥센     | 0.147 | 47   | 34   | 4    | 5    | 0     | 0     | 0    | 5    | 0    | 0    | 1    | 5    | 0    | 15   | 2    | 1    |
| 2019 | 키움     | 0.267 | 69   | 30   | 3    | 8    | 2     | 0     | 0    | 10   | 3    | 0    | 0    | 2    | 0    | 7    | 1    | 2    |
| 통산 | 9시즌    | 0.232 | 453  | 401  | 67   | 93   | 16    | 0     | 4    | 121  | 36   | 6    | 5    | 40   | 2    | 85   | 14   | 6    |